# Treballador

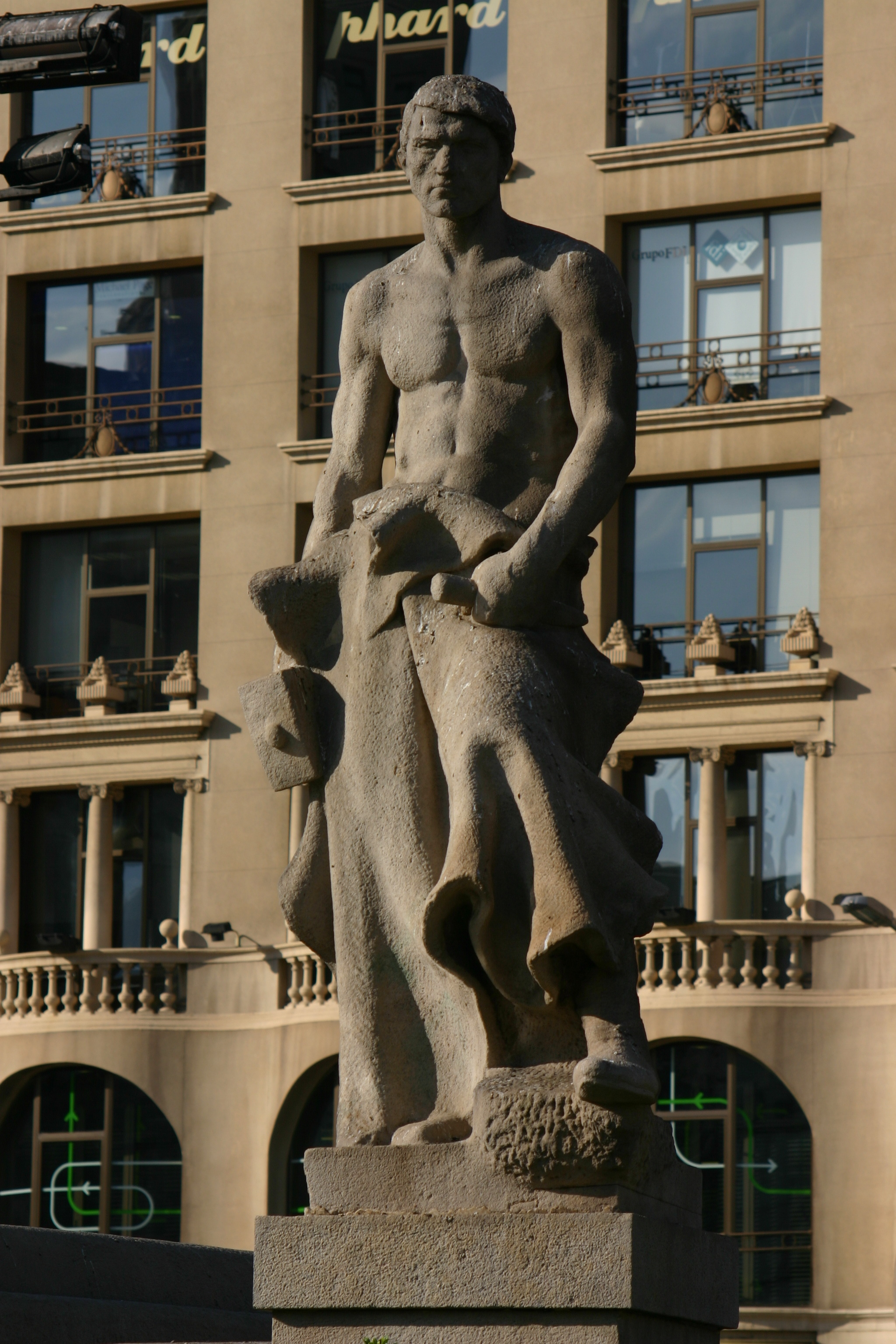
El Forjador (1914) de Josep Llimona, a la plaça Catalunya, Barcelona.

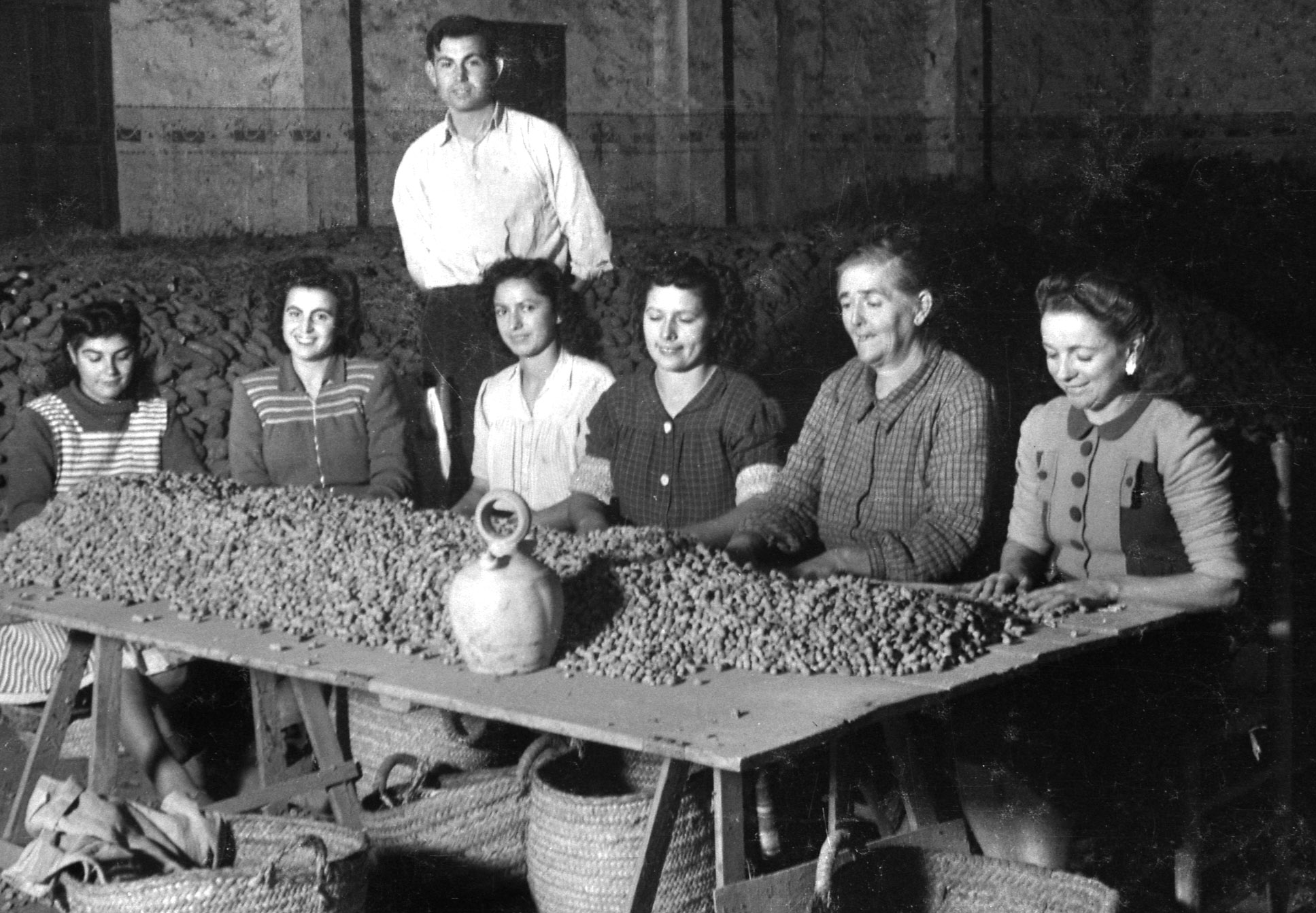
Treballadores del camp a un magatzem a Alginet, 1947

Un treballador o treballadora és una persona que amb l'edat legal suficient, i de forma voluntària presta els seus serveis retribuïts. Quan no té l'edat suficient, es considera treball infantil. Si no presta els serveis de forma voluntària, es considera esclavitud o servitud.
Aquests serveis poden ser prestats dins l'àmbit d'una organització i sota la direcció d'una altra persona física o persona moral, anomenada ocupador (i no empleador) o empresari; o bé com a treballador independent (freelance) o autònom, sent el seu propi amo.
En l'àmbit anglosaxó és costum agrupar sota el color teòric del coll de la seva camisa als treballadors segons el tipus d'ofici que exerceixin. Així, els anomenats treballadors de «coll blanc» (white collar workers) serien aquells que s'encarreguen de tasques «d'oficina», administratius, executius, oficinistes, etc. Els treballadors de «coll blau» (blue collar workers) serien obrers, operaris o mecànics; i finalment els de «coll rosa» (pink collar worker) són aquells del sector dels serveis i estaria format majoritàriament per dones. Avui, una nova possible tendència podria ser el treballador de «coll verd», especialista en energies renovables, arquitectura sostenible, assessorament i consultoria ecològica, disseny industrial i tecnològic i un llarg etcètera d'especialitats.

## A Espanya
A Espanya, la regulació principal del treballador està continguda en el Reial decret legislatiu 1/1995, de 24 de març (B.O.E. 29-03-1995), pel qual s'aprova el text refós de la Llei de l'estatut dels treballadors.
En un altre ordre de coses, cal tenir en compte, que el mateix treballador, en funció de l'ocupació o sector laboral a què pertanyi, té el seu propi marc regulatori, anomenat conveni col·lectiu.

## A Andorra
A Andorra, els drets laborals són definits pel Codi de relacions laborals (Llei 35/2008, del 18 de desembre). El Codi congrega i amplia el text de la Llei 8/2003 (derogada), del 12 de juny, afegint «qüestions noves que fins ara no s'havien legislat».